# Хусє-Шічжухоуді
Хусє-Шічжухоуді (кит.: 湖斜尸逐侯鞮; д/н — 85) — 6-й шаньюй південних хунну в 63—85 роках.

## Життєпис
Син шаньюя Хухан'є II. Спочатку звався Чан. Посів трон 63 року після смерті стриєчного брата Цючу-Цзюйліньді під ім'ям Хусє-Шічжухоуді. 65 року повстав князь Хейби, що отримав підтримку від північних хунну. Імператорський уряд вирішив посилити контроль над південними хунну, впровадивши посаду дуляо-гянгюню (урядника), що контролював діяльність останніх. Було посилено залоги в Уюаніта Мейцзі. Того ж року відбито напад північних хунну на Шофан в Ордосі. Влада Хусє-Шічжухоуді обмежилася.
У 73 році загони південних хунну на чолі із західним тукі-ваном Сінєм брали участь у поході проти північних хунну. 74 року спільно з ханськими військами завдав поразки північним хунну біля гори Чжоує, захопивши 3—4тис. полонених. У 2-йполовині 70-х років південні хунну страждали через посуху, напади сарани, що спричинило голод. Лише допомога китайського уряду врятувало ситуацію.
У 84 році шаньюй наказав нападати на торгівців з північних хунну, незважаючи на отримання тими дозволу ханського уряду на торгівлю. У 85 році Хусє-Шічжухоуді відправив нові війська проти північних хунну, яків цей час боролися проти дінлінів на півночі та сяньбі на сході. Ще до завершення кампанії шаньюй помер. Йому спадкував стриєчний брат Їту-Юлюйді.